# El Arco, Morelos
El Arco är en ort i Mexiko.   Den ligger i kommunen Puente de Ixtla och delstaten Morelos, i den sydöstra delen av landet, 80 km söder om huvudstaden Mexico City. El Arco ligger 1 049 meter över havet och antalet invånare är 132.
Terrängen runt El Arco är varierad, och sluttar söderut. Runt El Arco är det tätbefolkat, med 591 invånare per kvadratkilometer. Närmaste större samhälle är Temixco, 17,0 km norr om El Arco. Omgivningarna runt El Arco är en mosaik av jordbruksmark och naturlig växtlighet.